# Nawobod
Nawobod – miejscowość i dżamoat w Tadżykistanie. Jest położone w dystrykcie Tursunzoda w Rejonach Administrowanych Centralnie. Dżamoat zamieszkuje 26 215 osób.